# Active Magnetospheric Particle Tracer Explorers

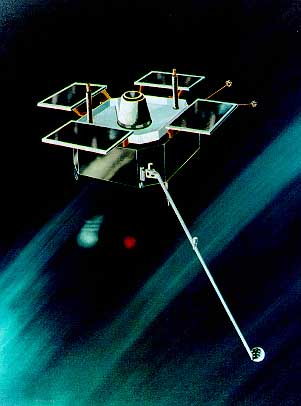
CCE, uno de los satélites de la misión AMPTE.

Active Magnetospheric Particle Tracer Explorers o AMPTE fue una misión espacial internacional consistente en tres satélites artificiales. Los tres fueron lanzados a bordo de un cohete Delta desde Cabo Cañaveral el 16 de agosto de 1984.

## Objetivos
AMPTE fue dedicada al estudio de la interacción de los iones del viento solar con la magnetosfera terrestre, al transporte difusivo-convectivo y a la energización de las partículas de la magnetosfera, así como la interacción de plasmas en el espacio.

## Características
La misión estaba compuesta por tres satélites: CCE (Charge Composition Explorer), proporcionado por la NASA; IRM (Ion Release Module), proporcionado por la República Federal de Alemania; y UKS (United Kingdom Subsatellite), proporcionado por el Reino Unido.

### CCE
CCE (Charge Composition Explorer) estaba dedicado a detectar iones traza de litio y bario soltados desde el IRM y que eran transportados por la magnetosfera hasta la órbita del CCE. El satélite estaba estabilizado por rotación (10 revoluciones por minuto) y con su eje de rotación contenido en el plano ecuatorial. La nave utilizaba una cinta con una capacidad de 2*108 bits para guardar los datos. Disponía de transpondedores en banda S con una potencia de 2,5 vatios. La alimentación eléctrica era proporcionada por un panel solar que proporcionaba 140 vatios de electricidad. El satélite empezó a fallar a principios de 1989, perdiéndose el contacto con él el 12 de julio de ese mismo año.

#### Especificaciones
- Masa: 705 kg
- Perigeo: 1121 km
- Apogeo: 49.671 km
- Inclinación orbital: 4,8 grados

### IRM
IRM (Ion Release Module) tenía la función de soltar gases con una composición determinada que eran ionizados y detectados tanto por CCE como por UKS para estudiar su comportamiento en el interior de la magnetosfera y en la magnetocola, así como su interacción con el viento solar. La nave se estabilizaba mediante giro, a 15 revoluciones por minuto, con el eje de giro inicialmente en el plano de la eclíptica para posteriormente ser ajustado a ángulos rectos con respecto de aquel plano. La energía era proporcionada por un panel solar con 60 vatios de salida y baterías redundantes. Disponía de un sistema de telemetría en banda S, pudiendo transmitir a 1 u 8 kbps. Reentró en la atmósfera el 8 de diciembre de 1987.

#### Especificaciones
- Masa: 705 kg
- Perigeo: 402 km
- Apogeo: 113.818 km
- Inclinación orbital: 27 grados

### UKS
UKS (United Kingdom Subsatellite) era un subsatélite de IRM. Su función era ayudar a distinguir entre la estructura espacial y los cambios temporales en el plasma tras las liberaciones de iones por parte del IRM. Las mediciones eran similares a las de IRM e incluían campos magnéticos, iones positivos y electrones, ondas de plasma y modulaciones en los flujos de iones y electrones. La nave se estabilizaba mediante giro a 12 revoluciones por minuto y utilizaba la banda S en sus comunicaciones. Disponía de un sistema de propulsión mediante gas frío y un radar de VHF para permanecer a una distancia relativamente corta de IRM, de unos pocos cientos de kilómetros. El satélite reentró en la atmósfera el 8 de diciembre de 1988.

#### Especificaciones
- Masa: 77 kg
- Perigeo: 1002 km
- Apogeo: 113.417 km
- Inclinación orbital: 26,9 grados